# Zofia Wasilkowska
Zofia Wasilkowska, född den 9 december 1910 i Kalisz, död den 1 december 1996 i Warszawa, var en polsk politiker (kommunist). Hon var domare i Högsta domstolen 1948-1953 och 1955-1981 och justitiminister 1956-1957. Hon handhade också kvinnofrågor 1948-1953.